# Åke Olofsson (politiker)
Åke Valdemar Olofsson, född 21 februari 1898 i Höganäs, Malmöhus län, död där 11 maj 1954, var en svensk redaktör och socialdemokratisk riksdagspolitiker.
Olofsson var ledamot av riksdagens andra kammare från 1938 i valkretsen Malmöhus län.